# 沙特国王大学体育场

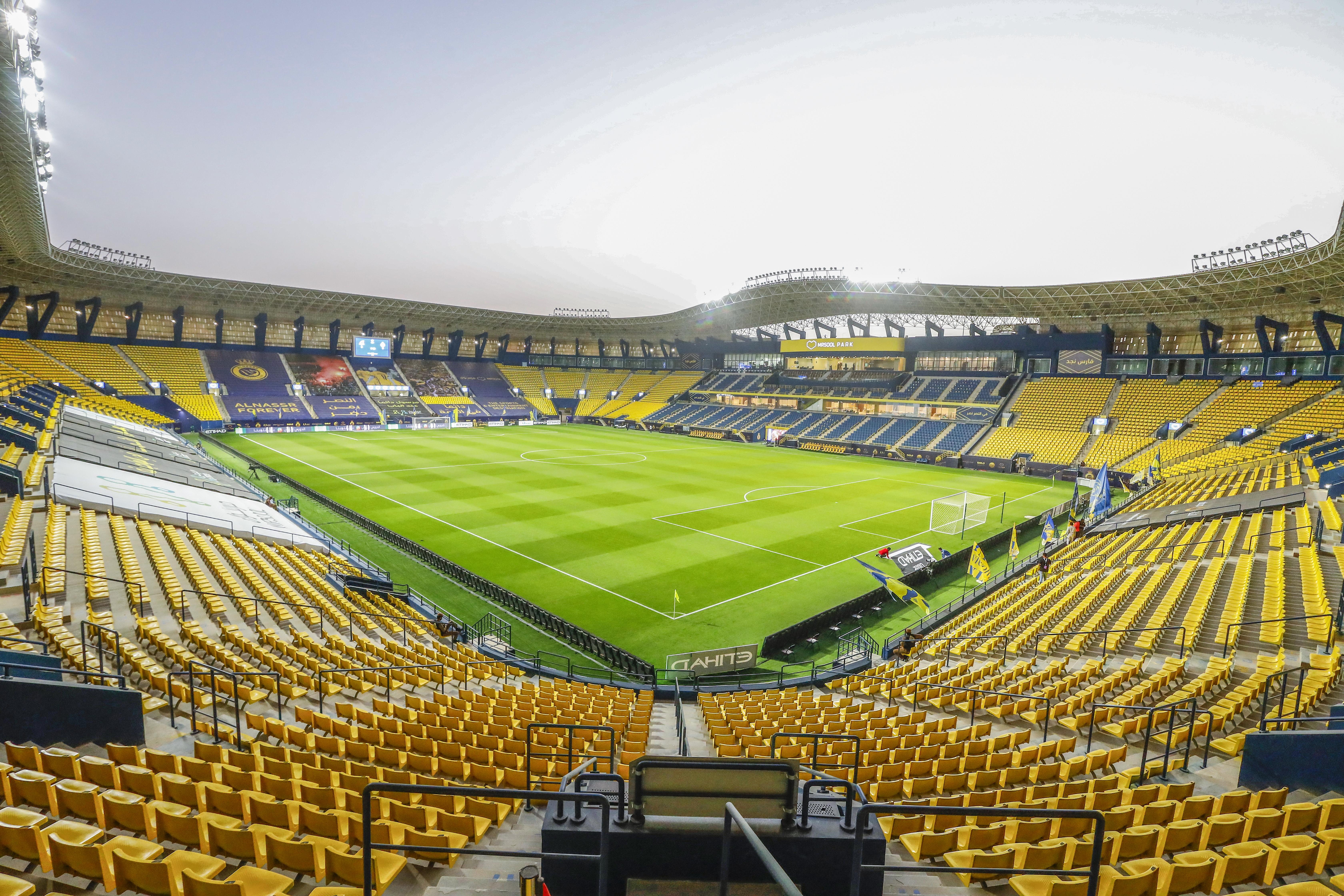
沙特国王大学体育场

沙特国王大学体育场（阿拉伯语：‎）为沙特阿拉伯利雅德的一座多功能体育场。该体育场是艾納斯足球會的主场，也承办了球队大部分的主场比赛。沙特国王大学体育场同时也是2018年11月WWE Crown Jewel赛事的举办地。
沙特国王大学体育场也于2019年12月22日举办了2019年意大利超級盃。